# BBÖ 1170 sorozat
Az ÖBB 1045 sorozat, korábbi nevén a BBÖ 1170 sorozat, az ÖBB egyik legrégebbi villamosmozdony-sorozata volt. 1927-ben gyártotta a Bécsújhelyi Mozdonygyár, a Floridsdorf és az ELIN. Az ÖBB 1994-ben selejtezte a sorozatot.